# Baumata
Baumata is een bestuurslaag in het regentschap Kupang van de provincie Oost-Nusa Tenggara, Indonesië. Baumata telt 1915 inwoners (volkstelling 2010).